# María Antonieta Gutiérrez
María Antonieta Gutiérrez   (Veneçuela, segle XX), més coneguda pel seu pseudònim «Calú», és una guionista de telenovel·les veneçolana, filla de la també guionista de telenovel·les María Antonieta Gómez.

## Biografia
Després de començar la seva carrera al seu país natal, es va establir a Mèxic adaptant telenovel·les clàssiques (o també conegudes com novel·les roses) en versions modernes per a Televisa. Es considera deixebla de Carlos Romero i Alberto Gómez.

## Trajectòria professional

### Històries originals
- Sol de tentación (1996-1997) (amb Elizabeth Alezard, Perla Farías, Vivel Nouel i Óscar Urdaneta).
- El vuelo de la victoria (2017) (amb Carlos Romero i Anthony Martínez, amb una fusió de la telenovel·la veneçolana Como tú ninguna, i usant d'aquesta mateixa, els llibrets).[1]

### Adaptacions
- Velo de novia (2003-2004) (amb Marcia del Río) - Original de Caridad Bravo Adams.
- El amor no tiene precio (2005-2006) (amb Alberto Gómez) - Original d'Inés Rodena i Caridad Bravo Adams.
- Segona part de Cuidado con el ángel (2008-2009) (amb Carlos Romero) - Original de Delia Fiallo.
- Mar de amor (2009-2010) (amb Alberto Gómez) - Original de Delia Fiallo.
- Una familia con suerte (2011-2012) (amb Marcia del Río, Alejandro Pohlenz i Nora Alemán) - Original de Mario Schajris i Adriana Lorenzón.
- La gata (2014) - Original d'Inés Rodena.
- Un camino hacia el destino (2016) - Original de Mariela Romero.

### Co-adaptacions
- Segona part de Salomé (2001-2002) - Escrita per Marcia del Río, original d'Arturo Moya Grau.
- Segona part de Tormenta en el paraíso (2007-2008) - Escrita per Marcia del Río i Claudia Velazco, original de Caridad Bravo Adams.
- Amores con trampa (2015) (amb Saúl Pérez Santana) - Escrita per Emilio Larrosa, original de Carlos Oporto, David Bustos i Jaime Morales.

### Llibrets
- Pasionaria (1990-1991) (amb Vivel Nouel, Elizabeth Alezard i Abigail Tructies) - Original de Vivel Nouel.
- Morena Clara (1994) (amb María Antonieta Gómez, Juan Clemente Sánchez i Rubén Geller) - Original de Ligia Lezama.
- Dulce enemiga (1995) (amb Valentina Párraga, Yoyiana Ahumada, Gabriela Domínguez, Ana Mercedes Escámez, Óscar Urdaneta i Daniel Álvarez) - Original de Valentina Párraga.
- Angélica Pecado (2000-2001) (amb Martín Hahn, Annie Van Der Dys, Valentina Saa i Francisco Boza) - Original de Martín Hahn.
- ¡Vivan los niños! (2002-2003) (amb Kary Fajer i Alberto Gómez) - Original d'Abel Santa Cruz.